# David C. Leestma
David Cornell Leestma dit Dave Leestma est un astronaute américain né le 6 mai 1949. Il est devenu un astronaute en étant sélectionné par la Nasa en tant que membre du groupe d'astronautes 9 en 1980.

## Vols réalisés
Il réalise 3 vols en tant que spécialiste de mission.
- 5 octobre 1984 : Challenger STS-41-G
- 8 août 1989 : Columbia STS-28
- 24 mars 1992 : Atlantis STS-45